# New York Institute of Technology
Das New York Institute of Technology (auch NYIT und New York Tech) ist ein privates College in Old Westbury im Nassau County vor New York City. Das College hat drei Campus, zwei auf Long Island und eines an der Upper West Side of Manhattan, sowie globale Einrichtungen und ein "Online College". Das 1955 gegründete College gilt als Geburtsort der 3D-Animation. Der Gründer des NYIT Computer Grafik Labors, Edwin Catmull gründete später auch Pixar. Das NYIT gilt als Begründer der Computergrafik-Industrie und als eine der besten Forschungs- und Entwicklungsstätten der Welt.

## Geschichte
Die Gründer und besonders Alexander Schure wollten mit dem College eine karriereorientierte Schule schaffen, deren Hauptzielsetzung darin liegt, die Studenten auf ihre gewählten Karrieren vorzubereiten. Das NYIT begann den Unterricht im Jahr 1955 in der Pacific Street 500 in Brooklyn, New York City mit nur neun Studenten.
Die Bedeutung der höheren Ausbildung wurde zu jener Zeit stark diskutiert. Es gab damals die Sorge, die amerikanischen Schulen und Colleges könnten es nicht schaffen, den Bedarf an Facharbeitern und Wissenschaftlern von nationaler Bedeutung zu decken. Dieser Konsens führte wiederum zu der Angst, dass die amerikanische Bevölkerung nur noch aus Wissenschaftlern und Ingenieuren bestehen würde, wenn man diese Theorie als Maxime des Bildungssystems festlegte.
Die ersten Vorsitzenden schafften eine Art Balance zwischen Karriere-orientiertem und gesellschaftlichem Unterricht. Die Leiter des Colleges entwickelten bereits früh eine Philosophie des Erfolgs und mit Hilfe vieler zusätzlicher Services für Studenten versuchten sie den Erfolg des Colleges zu garantieren.
Im April 1958 erfolgte der Umzug nach Manhattan um, nämlich in die 135–145 Western 70th Street.

## Fakultäten
- Architektur und Design
- Erziehungswissenschaften
- Ingenieurwissenschaften und Informatik
- Medizin, Verhaltens- und Sozialwissenschaften
- College der Künste und Wissenschaften
- Wirtschaftswissenschaften
- Osteopatisches Behandlungszentrum des Colleges

## Campus

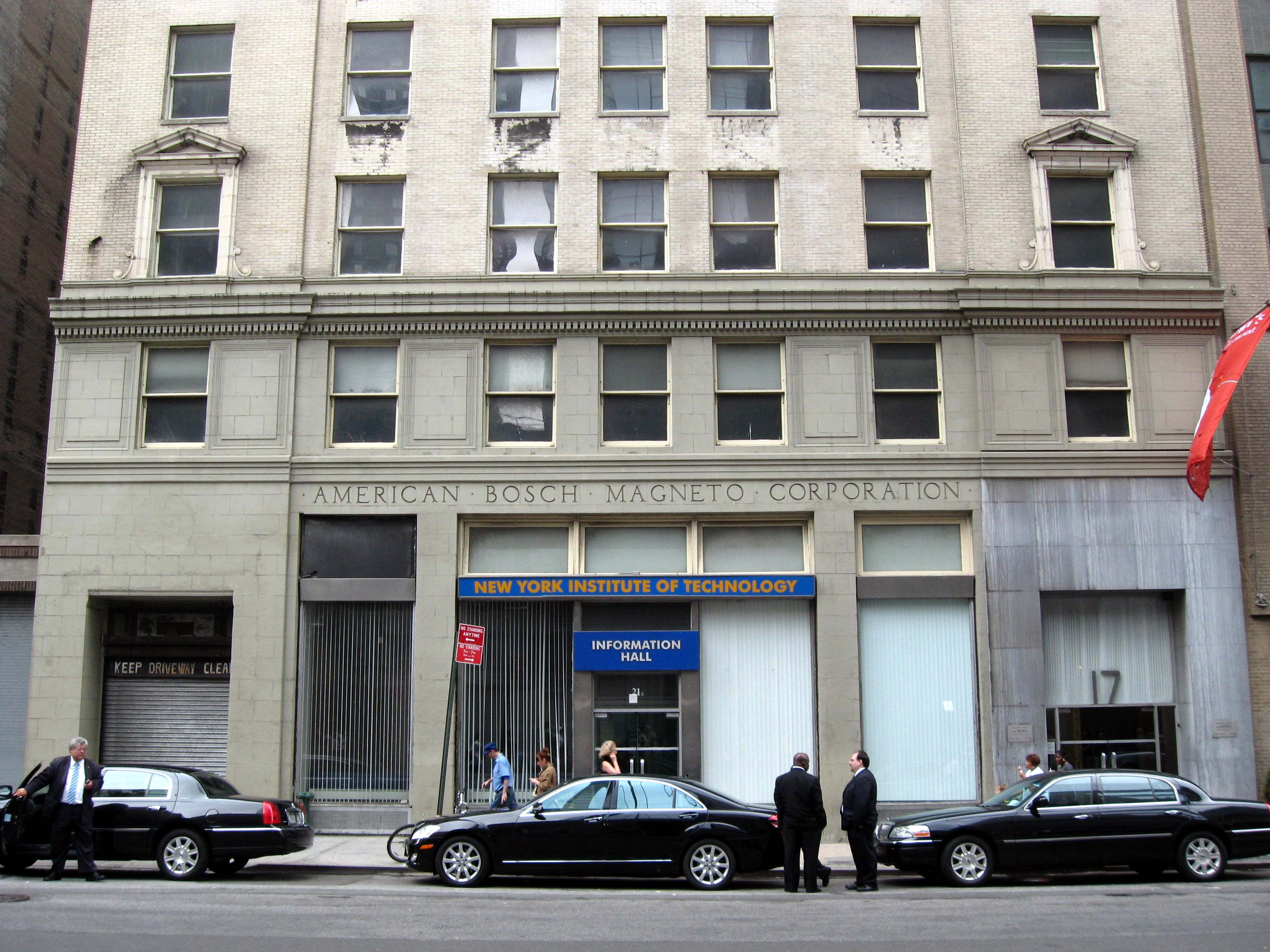
American Bosch Magneto Gebäude in Manhattan in der 60. Straße

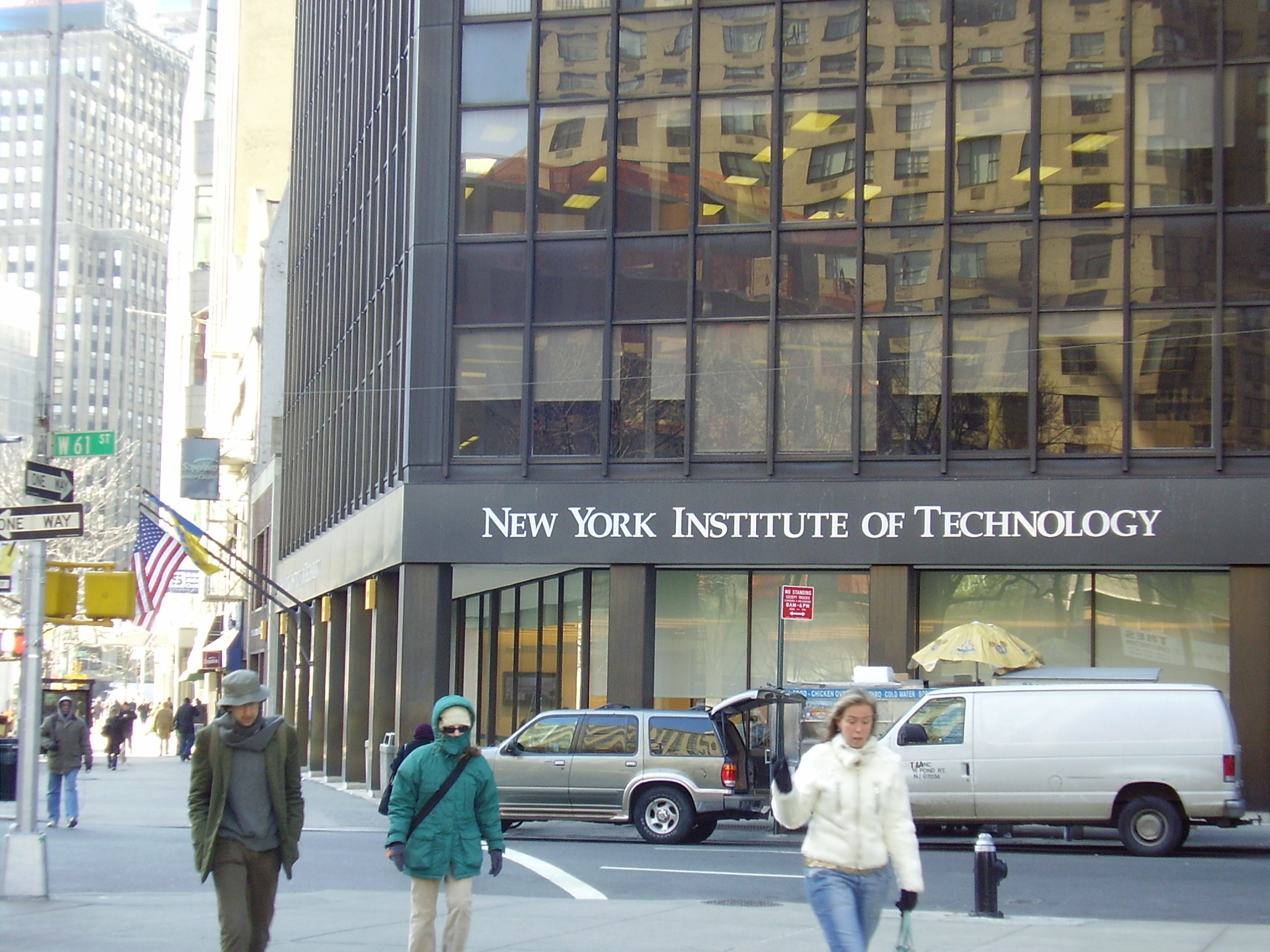
Broadway Center, Manhattan

### Old Westbury
Der Hauptcampus befindet sich in Old Westbury im Nassau County am Stadtrand von New York City. Der 1963 eröffnete Campus ist nicht nur der räumlich größte in der Gegend, sondern beherbergt auch die meisten Studenten. Es ist der Standort der New York College of Osteopathic Medicine, der medizinischen Fakultät der NYIT.

### Manhattan
Das Manhattan Campus des Colleges befindet sich zwischen der 60. und der 61. Straße sowie dem Broadway. Der Campus besteht aus vier Gebäuden: Dem Campushaupthaus, der Informationshalle, dem "New Technology Building" sowie dem "Student Activity Building".

### Central Islip
Das NYIT expandierte in den 1980er Jahren nach Islip, nachdem es vom Bundesstaat New York das Land des früheren "Central Islip Psychiatric Center" erhalten hatte.

### Ellis College
Ellis College ist das 2003 gegründete "Online College".

### Ableger
- Bahrain (Manama)
- Kanada (Vancouver)
- China (Nanchang)
- Jordanien (Amman)
- Vereinigte Arabische Emirate (Abu Dhabi)

## Präsidenten

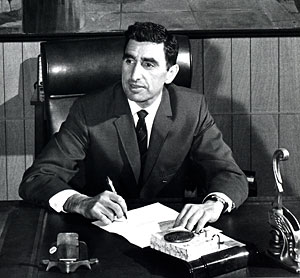
Alexander Schure

- Alexander Schure (1955–1982)
- Matthew Schure (1982–2000)
- Edward Guiliano (2000–2017)
- Henry C. Foley (seit 2017)

## Bekannte Absolventen

### Dozenten
- Dianora Niccolini, italo-amerikanische Fotografin

### Absolventen
- Edwin Catmull, Computergrafiker, vierfacher Oscar-Preisträger
- Mikhail Varshavski, Hausarzt und YouTuber